# Teresa González de Fanning
Œuvres principales
Roque Moreno
Teresa González de Fanning, née Teresa González del Real, née en 1836 dans le district de Nepeña (en) dans la province du Santa, morte en 1918 dans le district de Miraflores, aujourd'hui dans l'agglomération de Lima, est une écrivaine, journaliste et éducatrice péruvienne, fondatrice d'une des premières écoles secondaires laïques pour filles en Amérique du Sud.

## Biographie

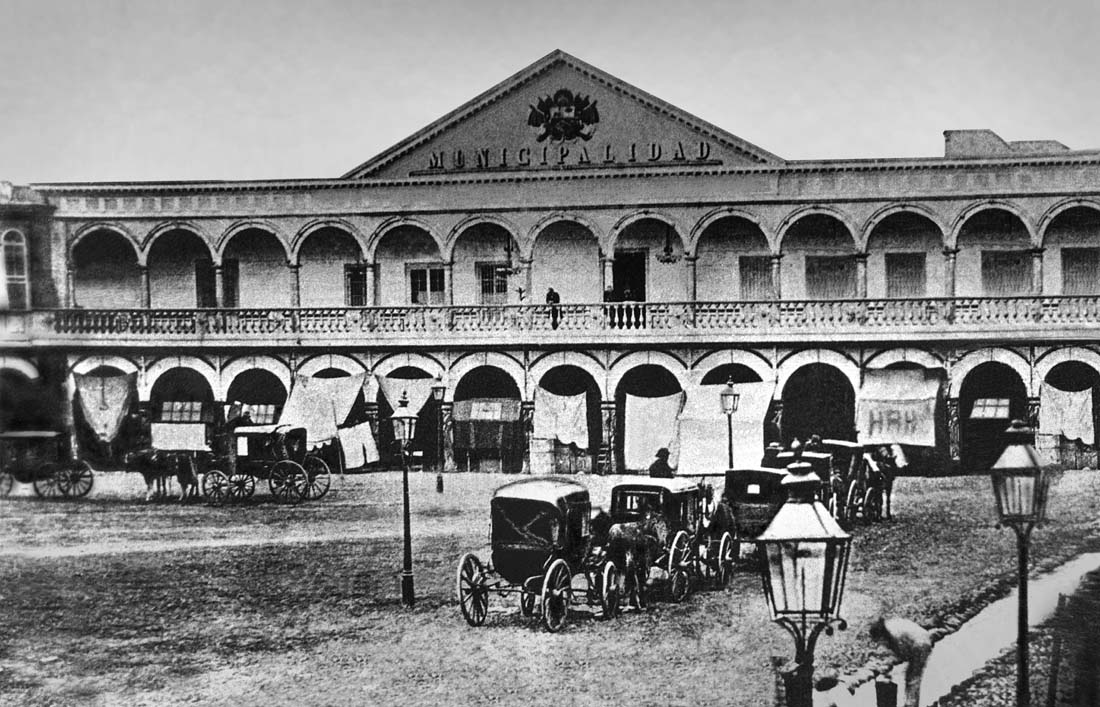
La place de l'hôtel de ville de Lima en 1868

Fille de Jerónimo González, professeur et chirurgien espagnol, et de Josefa del Real y Salas, elle naît en 1836 dans la hacienda San José de las Pampas. Elle reçoit une éducation littéraire soignée et commence à écrire très jeune sous divers pseudonymes, Clara del Risco, María de la Luz, etc. À l'âge de 17 ans, le 11 août 1853, elle épouse le jeune officier de marine Juan Fanning García, d'une famille aisée de Lambayeque. Ils ont deux enfants, Jorge et Emma, qui meurent prématurément. La fortune de la famille est compromise par une révolte des peons. Elle continue d'écrire diverses œuvres.
Son mari est tué le 15 janvier 1881 à la bataille de Miraflores pendant la guerre du Pacifique contre le Chili. Elle s'établit à Lima où elle fonde un collège pour jeunes filles, rue Faltriquera del Diablo (aujourd'hui Portal de Belén ou Portal de Zela, donnant sur la Plaza San Martín (es)). Cet établissement est considéré comme un des meilleurs de la ville ; elle estime que le collège doit préparer les jeunes filles à la vie sociale et pas uniquement à leur rôle d'épouse et mère, en rupture avec les habitudes conservatrices de la société hispano-américaine du XIXe siècle. Le Liceo Fanning enseigne les mathématiques, la grammaire, la géographie, l'économie domestique, l'histoire du Pérou et la religion. Elle rédige elle-même plusieurs manuels. Le 1er mars 1892, elle transfère la direction du lycée à Elvira García y García (es) (1862-1951).

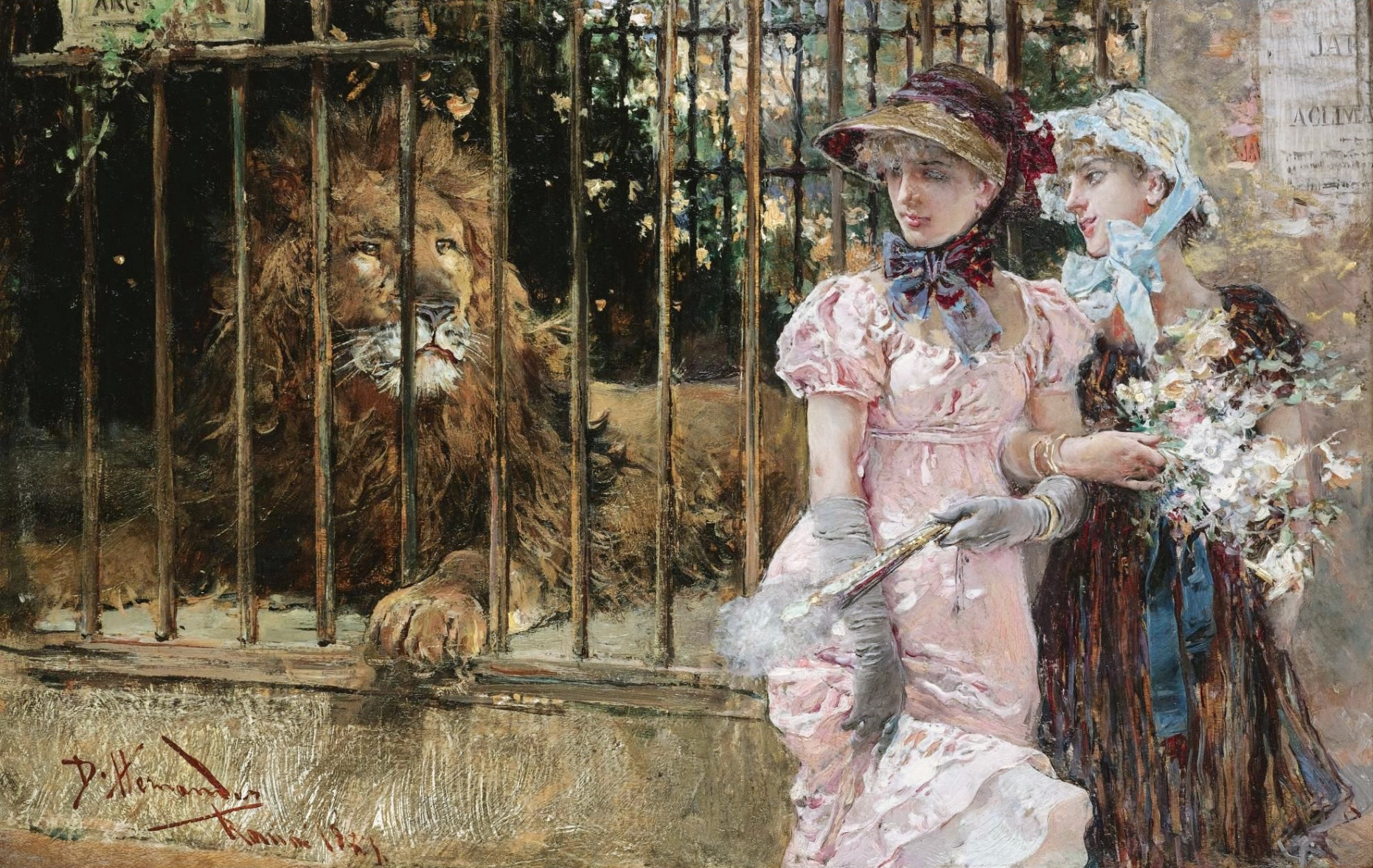
El Admirador (« L'Admirateur »), jeunes filles de la bonne société péruvienne peintes par Daniel Hernández (1856–1932)

Elle continue d'écrire des œuvres de fiction et des articles sur des sujets de société, particulièrement en faveur des droits des femmes, publiés dans plusieurs journaux de Lima : El Comercio, El Correo del Perú, El Perú Ilustrado, La Alborada, etc. Elle est membre du Club littéraire et de l'Athénée de Lima. En 1876-1877, elle participe aux veillées littéraires de Juana Manuela Gorriti, écrivaine argentine devenue une des figures importantes de la vie culturelle à Lima. En 1898, elle défend la cause de l'enseignement laïque. Elle écrit :

« L'éducation des femmes est le socle sur lequel repose l'édifice social. L'édification de la famille en dépend, ce laboratoire des hommes d'où sortiront des citoyens qui donneront de l'éclat à leur pays ou le plongeront dans l'abîme de la récession. »

Son roman le plus connu, Roque Moreno, roman historique publié en 1904 dans un magazine de Buenos Aires, se passe au lendemain de la guerre d'indépendance péruvienne et confronte un noble espagnol, Don Justo de La Vega, à un descendant d'esclaves noirs (en), Roque Moreno, devenu propriétaire d'une hacienda à la faveur des bouleversements sociaux.
Elle meurt d'une pneumonie le 7 avril 1918. Elle est enterrée au cimetière Presbítero Matías Maestro (es) à Lima.

## Œuvres
- Ambición y abnegación (« Ambition et abnégation », 1886) : court roman
- Regina (1886), roman
- Indómita (« Indomptée », 1904), court roman
- Roque Moreno (Buenos Aires, 1904), roman historique
- Lucecitas (« Petites Lumières », Madrid, 1893), recueil de récits et articles publiés dans les journaux de Lima

## Distinction
L'Institution éducative emblématique Teresa González de Fanning (es), établissement d'enseignement secondaire féminin fondé à Lima en 1952, porte son nom.